# Scutigerella silvestrii
Scutigerella silvestrii är en mångfotingart som beskrevs av Michelbacher 1942. Scutigerella silvestrii ingår i släktet norddvärgfotingar, och familjen snabbdvärgfotingar. Inga underarter finns listade i Catalogue of Life.